# Miroslavas

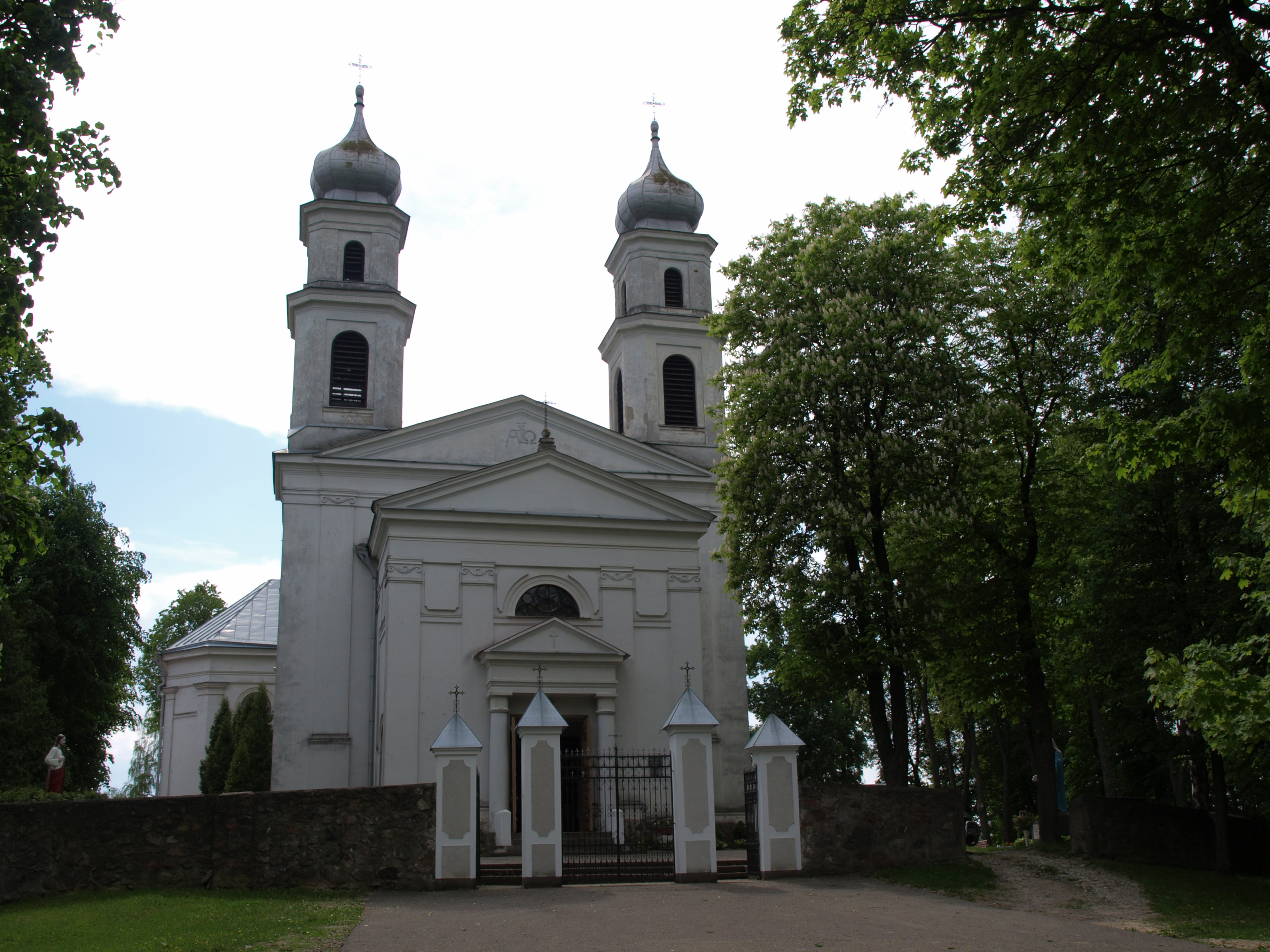
Kirche

Miroslavas ist ein Dorf mit 382 Einwohnern (2011). Es liegt in der Rajongemeinde Alytus, im Hochland Sūduva in Litauen. Das Dorf liegt 2 km westlich von der Fernstraße KK132, 12 km von Alytus. Es ist das Zentrum des Amtsbezirks Miroslavas. Es gibt eine Kirche, eine Mittelschule, ein Postamt (LT-64025), einen Kindergarten, ein Altenpflegeheim, ein Kulturhaus, eine Bibliothek (seit 1941) und eine UAB-Tamro-Apotheke.

## Geschichte
Der Ort wurde im 17. Jahrhundert urkundlich erwähnt. 1719 wurde die erste hölzerne Kirche und 1744 eine neue Kirche gebaut. Ab 1781 gab es eine Pfarrgemeindeschule, ab 1944 ein Progymnasium, ab 1951 eine Mittelschule. 1847 wurde die heutige katholische Kirche Miroslavas gebaut.